# Vụ rơi C-130 của không quân Philippines 2021
Vào ngày 4 tháng 7 năm 2021, một vận tải cơ Lockheed C-130 Hercules của Không quân Philippines (PAF) đã bị rơi tại sân bay Jolo ở Sulu, Philippines. Có ít nhất 50 người chết, trong đó 47 người trên máy bay và 3 thường dân trên mặt đất. Vụ rớt máy bay này là một trong những tai nạn hàng không gây chết chóc nhiều nhất trong lịch sử quân đội Philippines.

## Phi cơ

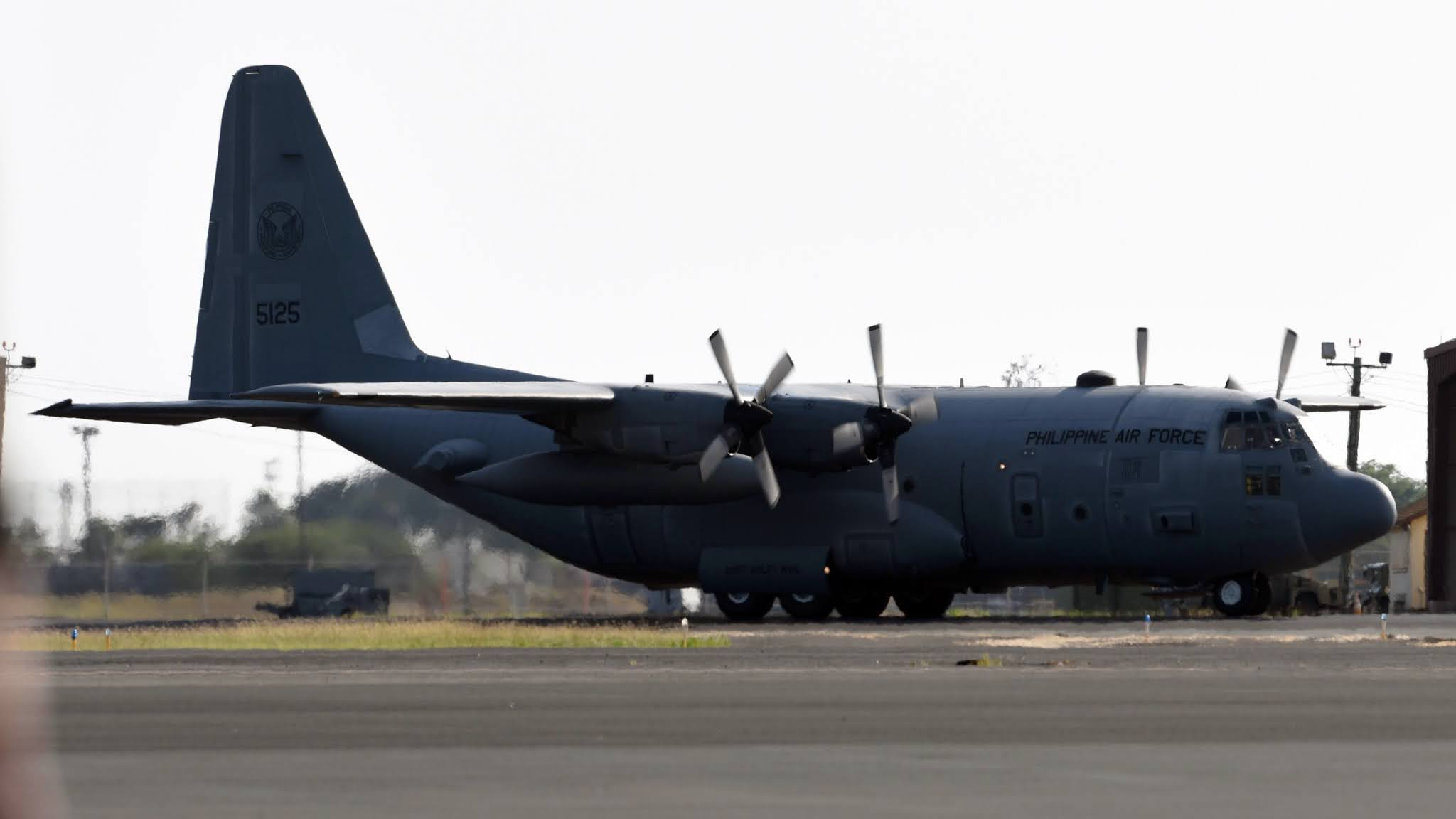
Vận tải cơ số 5125, chiếc Lockheed C-130H Hercules liên quan đến vụ tai nạn, được chụp vào ngày 15 tháng 1 năm 2021, tại Căn cứ chung Trân Châu Cảng-Hickam trong quá trình chuyển giao từ Không quân Hoa Kỳ cho Không quân Philippines

Máy bay trong tai nạn này là chiếc vận tải cơ Lockheed C-130H Hercules với số hiệu 5125. Từng là máy bay của Lực lượng Không quân Hoa Kỳ, nó được Không quân Philippines mua lại thông qua khoản tài trợ của Cơ quan Hợp tác An ninh Quốc phòng của chính phủ Hoa Kỳ vào tháng 1 năm 2021.

## Tai nạn
Vào ngày 4 tháng 7 năm 2021, máy bay cất cánh từ Căn cứ Không quân Villamor ở Pasay và bay đến Sân bay Lumbia ở Cagayan de Oro. Từ Cagayan de Oro, máy bay chở 96 người đến Jolo, Sulu. Vào lúc 11:30 (UTC + 8), máy bay gặp sự cố khi cố gắng hạ cánh xuống Sân bay Jolo. Máy bay vượt qua đường băng, đâm vào một mỏ đá ở một khu dân cư thưa thớt ở thị trấn Patikul gần đó, và bốc cháy khi va chạm.  Nhiều binh sĩ nhảy khỏi máy bay trước khi nó lao xuống mặt đất", song chưa rõ bao nhiêu và liệu họ có nằm trong số người sống sót hay không.
Trong số 96 hành khách có 3 phi công, 5 thành viên phi hành đoàn khác và 84 binh lính Quân đội Philippines. Năm xe quân sự cũng có mặt trên máy bay. 47 người trên tàu và 3 thường dân trên mặt đất đã chết, trong khi 49 người trên máy bay và 4 thường dân trên mặt đất bị thương. Vụ rơi máy bay này là một trong những tai nạn hàng không quân sự chết chóc nhất trong lịch sử của Philippines.
Quân đội đã loại trừ khả năng vụ tai nạn xảy ra là do một cuộc tấn công nhằm vào máy bay.